# Miles de Noyers
Miles, VI del nome, signore di Noyers e di Vendeuvre (... – 1350), fu un condottiero francese, maresciallo di Francia dal gennaio 1303.
Figlio di Miles V e di Marie de Chatillon, fu gran maggiordomo di Francia e portaorifiamma; servì con distinzione sotto Filippo V e Carlo IV, e sotto Filippo VI nelle campagne di Fiandre e di Guascogna della guerra dei cent'anni.

## Biografia
Fu presente con Foucaud du Merle alla prima seduta del parlamento di Tolosa. Filippo il bello lo inviò nel 1305 con il connestabile Gaucher de Châtillon per porre termine alla disputa tra il vescovo e gli abitanti di Beauvais e in quello stesso anno, a ricompensa dei suoi servigi, gli assegnò una rendita di 200 lire tornesi dal tesoro reale. Nel luglio successivo fu inviato a Bordeaux con Guillaume de Martigné e Guillaume de Cortebuze per dirimere la controversia tra il sovrano e il re d'Inghilterra riguardo al castello di Mauleon.
Fu tra i signori nominati da Luigi X per trattare la pace con Luigi di Nevers, figlio di Roberto di Dampierre, ratificata nel maggio 1315. Fu uno degli esecutori testamentari di Filippo il Bello, e ricevette un'ulteriore rendita di 200 lire, confermata poi da Filippo V, cui rese molti servigi, particolarmente durante la guerra di Fiandra del 1318. Dopo la morte di Filippo V prestò i propri servigi al suo successore Carlo IV, il quale lo inviò presso il Papa ad Avignone nell'aprile 1322 e quindi nelle Fiandre nell'ottobre seguente. Fu tra i componenti della commissione che stipulò una tregua con l'Inghilterra il 26 maggio 1325, cui seguì un trattato di pace il 31 dello stesso mese. Il sovrano gli conferì il ruolo di portatore dell'Orifiamma nel novembre 1325, e lo inviò con numerosi armati in Guascogna contro gli inglesi; gli riconobbe una ricompensa di 5 000 lire tornesi con lettera del 17 novembre 1317, reiterata l'anno successivo.
Non fu meno tenuto in considerazione alla corte di Filippo VI, che seguì nelle Fiandre prendendo parte alla battaglia di Cassel del 1328, dove portava l'Orifiamma. Il sovrano gli conferì una rendita di 400 lire tornesi su svariate terre, lo fece entrare nel 1332 nel Gran Consiglio con un compenso di 2 000 lire, e lo nominò Grand bouteiller de France dopo la morte di Henri de Sully verso il 1336.
Le ingenti spese sostenute per prendere parte alle numerose campagne, nonostante le laute ricompense ottenute, lo costrinsero, nel 1339, a far ricorso al sovrano: ne ottenne alcune lettere, che imponevano ai creditori di esigere quanto dovuto solo dopo la sua morte, rivalendosi sui beni mobili e le rendite dei beni immobili.
Nel 1342 il re lo inviò per quattro mesi sulla frontiera tra le Fiandre e l'Hainaut, a discutere i termini di un trattato con l'Inghilterra e i suoi alleati.
Fu presente alla battaglia di Crécy nel 1346 dove portò ancora l'Orifiamma; morì, in età avanzata, nel settembre 1350.